# Téléphérique du Monte Baldo
Le téléphérique du Monte Baldo est un téléphérique italien dans la province de Vérone, en Vénétie. Construit en 1962 puis complètement reconstruit en 2002, il relie Malcesine au Monte Baldo.
Il est divisé en deux parties, avec une station intermédiaire à San Michele.

## Caractéristiques

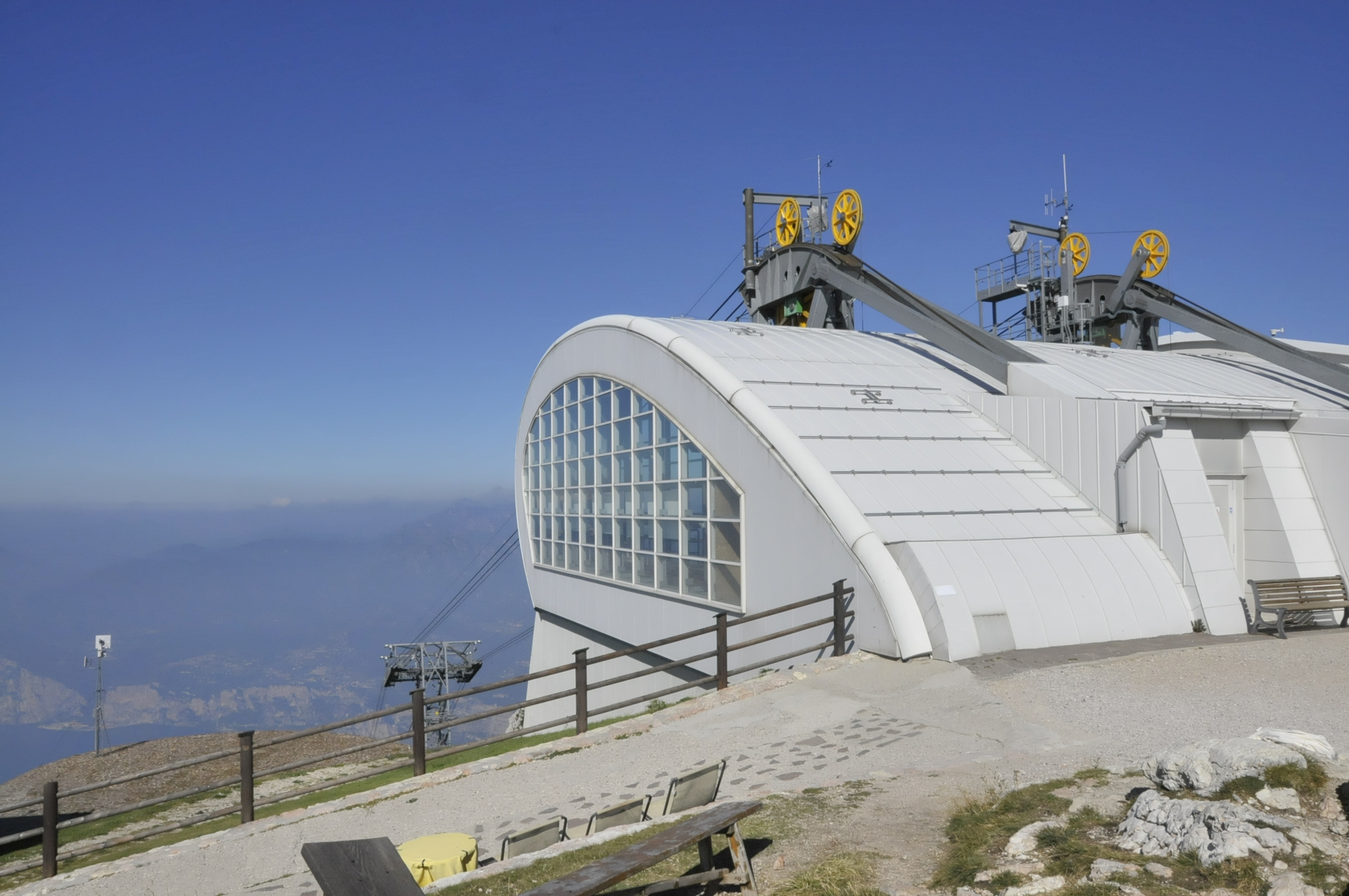
La station supérieure.

La station inférieure est située dans la vallée, dans la ville de Malcesine, sur les rives du lac de Garde et l'arrivée se trouve au sommet du Monte Baldo. Le fabricant est Hölzl di Lana.
L'étude de la cabine a été effectuée par la faculté d’ingénierie de l'université de Trente. Elle a été inaugurée le 24 juillet 2002 en présence de Carlo Azeglio Ciampi.
Le parcours est divisé en deux parties. La première, d'une longueur de 1 512 m, est située sur la rive du lac et va au quartier San Michele de Malcesine. Cette section est équipée de deux cabines de 45 personnes chacune, plus le conducteur. Le dénivelé effectué est de 463 m. La deuxième section, de San Michele au Monte Baldo, est utilisée été comme hiver pour desservir les pistes de ski alpin. Elle comprend deux cabines panoramique (vue à 360°) et pouvant accueillir 80 personnes chacune, plus le conducteur. Parcourant 2 813 m, le dénivelé de cette seconde section est de 1 187 m.
Sous la station inférieure, un parking couvert de 180 places a été créé. Des ascenseurs reliés au terminal de bus permettent de monter à la gare du téléphérique. L'usine est divisée en deux sections:
La débit est d'environ 600 personnes/heure et le temps de trajet de 15 minutes. La première cabine part à 8 h, puis les autres se succèdent toutes les 30 minutes.

Vue sur le lac de Garde de la téléphérique du Monte Baldo.

## Vélo
Il est possible de prendre le téléphérique avec un vélo tout terrain à certaines heures uniquement. 